# Ceraia tibialis
Ceraia tibialis är en insektsart som beskrevs av Brunner von Wattenwyl 1891. Ceraia tibialis ingår i släktet Ceraia och familjen vårtbitare. Inga underarter finns listade i Catalogue of Life.